# 2e régiment de tirailleurs marocains
Pour les articles homonymes, voir 2e régiment.
Le 2e Régiment de Tirailleurs Marocains ou (2e R.T.M) était un régiment d'infanterie appartenant à l'Armée d'Afrique qui dépendait de l'armée de terre française.

## Création et différentes dénominations
- Le 2e R.M.T.M créé en 1918.
- Devient 62e R.T.M en 1920.
- Prend l'appellation 2e R.T.M en 1929.
- Dissous en 1944.
- Recréé en 1946.
- Dissolution en 1962.

## Chefs de corps

### Première Guerre mondiale
- 2e R.M.T.M. : 1er, 2e et 4e Bataillons et spécialistes du 262e R.I, lieutenant-colonel Flye Sainte Marie.

### Entre les deux guerres
En 1930, le 2e R.T.M se trouve à Marrakech sous les ordres du colonel Miquel. Il comprend alors trois bataillons. À la fin de l’an 1934, il est commandé par le colonel Texier.

### Seconde Guerre mondiale
- 02/08/1941 (effectif 22/08/41)-01/05/1943 : colonel Chevillon
- Septembre 1943-juillet 1944 : colonel Buot de l'Épine

## Historique des garnisons, combats et bataille

### Première Guerre mondiale

#### 1918
- 31/01/18 - 15/04/18 : Mobilisation et arrivée aux armées
- 16/04/18 - 18/07/18 : Champagne
- 19/07/18 - 09/08/18 : Lorraine
- 10/08/18 - 18/09/18 : Picardie
- 19/09/18 - 29/10/18 : Champagne, Ardennes
- 30/10/18 - 11/11/18 : Franche-Comté

### Seconde Guerre mondiale

#### Bataille de France 1940
Le 2e RTM participe à la Bataille de Gembloux le 15 mai 1940 puis à la défense de Lille fin mai 1940 au sein de la 1re division marocaine. Le 2e RTM à la bataille de Gembloux était composé de 1 432 Marocains et 925 Européens.

#### Armée de libération (1943-1945)
De mars à juillet 1944, le régiment commandé par le colonel Buot de l'Épine (grièvement blessé le 3 juillet à Sienne), participe à la campagne d'Italie au sein du Corps expéditionnaire français du général Juin (4e division marocaine de montagne). Le régiment est dissous en août 1944 pour des raisons non expliquées, peut-être liées aux marocchinate en Italie. La raison principale a été que les effectifs n'ont pu être renouvelés à temps. Les derniers combats en Italie se sont arrêtés au sud de Florence, notamment à Ponggibonsi et à San Gimignano.  Les survivants du 2e RTM sont versés au sein du 6e RTM en tant que Compagnie de Tradition avec le droit de porter les écussons des deux régiments. Ils vont débarquer en Provence et défiler en tête des troupes marocaines le 29 août 1944 (Voir archive de l'INA: "Défilé des troupes coloniales Marseille 1944).

### De 1945 à nos jours
Il est reconstitué le 1er octobre 1946 à partir du 3e bataillon du 6e RTM. Le régiment est en garnison à Marrakech. Le 2e bataillon du régiment (le 2/2e RTM) est engagé dans la répression de l'insurrection malgache de 1947, arrivant sur l'île de Madagascar le 14 septembre 1947. Le bataillon se distingue des autres bataillons marocains par la discipline que respectent ses soldats et officiers et par son organisation efficace.

Il est intégré à la 32e Division.

De 1950 à 1952, il est commandé par le colonel André Lenormand (saint-cyrien de la promotion 1922-1924 "Metz et Strasbourg").

Dans les années 1950, il est en opération en Indochine (photos à l'appui[réf. nécessaire]).

En novembre 1959 le 2e R.T.M est au quartier Fievet à Strasbourg.

## Traditions

### Drapeau du régiment
Il porte, cousues en lettres d'or dans ses plis, les inscriptions suivantes :
- Picardie 1918
- Somme-Py 1918
- Maroc 1919–1926–1931-1934
- Gembloux 1940
- Garigliano 1944
- Rome 1944
- Indochine 1947-1954

### Décorations
- Croix de guerre 1914-1918 avec deux citations à l'ordre de l'armée
- Croix de guerre 1939-1945 avec deux citation à l'ordre de l'armée
- Croix de guerre des Théâtres d'opérations extérieurs avec une citation à l'ordre de l'armée.
- Fourragère aux couleurs du ruban de la Croix de guerre 1914-1918.

### Insigne
Voir les insignes du Régiments : infaf.free.fr

### Devise
« Fais ce que tu dois »

### Citations

#### Première Guerre mondiale
«  Jeune régiment animé de la plus belle ardeur et du désir de vaincre et de se distinguer, sous les ordres du lieutenant-colonel Flye-Sainte-Marie, les 20 et 21 août 1918, a enlevé dans un assaut irrésistible ses premiers objectifs. A par sa ténacité et son audace réussi à surmonter les obstacles qui s’opposaient à sa marche, donnant son aide aux camarades et réussissant à regagner dans un élan superbe les 3 kilomètres qui le séparaient des unités de tête, pour les dépasser à son tour. A conquis plusieurs lignes de tranchées, plusieurs villages, réalisant en 2 jours de combat incessants une progression de 8 kilomètres, faisant 600 prisonniers, capturant 64 canons, dont 40 lourds et 2 pièces à longue portée, sans compter un nombre considérable de mitrailleuses lourdes et légères, des minewerfer et une quantité énorme de munitions et de matériels.  »
— Ordre général n° 344 de la 10e armée en date du 12 octobre 1918, combats du 20 et 21 août 1918 dans l’Aisne, région de Camelin.
«  Jeune régiment dont l’allant et la fougue, malgré les conditions défavorables, ne se sont pas ralenties. Sous le commandement du lieutenant-colonel Flye-Sainte-Marie, a enlevé, les 26, 27 et 28 septembre 1918 tous les objectifs qui lui étaient assignés butte du Mesnil, croupe est de Grateuil et a capturé, au cours de cette avance de 11 kilomètres, 800 prisonniers dont 25 officiers, 12 canons, de nombreuses mitrailleuses, un train Decauville complet.  »
— Ordre général n° 1445 de la 4e armée en date du 10 novembre 1918, combats du 26 au 28 septembre 1918 en Champagne, entre la butte du Mesnil et Grateuil.

#### Seconde Guerre mondiale
« [..] Les 28, 29, 30 et 31 mai 1940, par le sacrifice de ses derniers éléments, il arrêtait, par des combats de rues, à Loos-sous-Lille, la progression allemande jusqu'à ce qu'il fut réduit à quelques officiers et une poignée de tirailleurs privés de munitions [...]  »
— Extrait de la 1re citation à l'ordre de l'armée décernée au 2e RTM après les combats à Lille fin mai 1940
« Ardemment animé et instruit par le colonel Buot de l'Épine, le 2e R. T.M. s'est, dès ses premiers contacts avec l'ennemi, montré une magnifique unité guerrière ; a tenu et organisé un large sous-secteur dans la tête de pont du Garigliano, préparant l'offensive, puis s'est lancé résolument au combat de rupture contre une position puissamment organisée. Après l'avoir anéantie, s'est lancé en poursuite et a, par ses éléments intégrés succesvement dans des groupements tactiques, pris pied le premier sur la falaise du Fammera, participant à la conquête du massif montagneux des monts Aurunci ; a dû finalement être dissous à la suite des lourdes pertes subies pendant ces combats, aprèsavoir montré l'exemple d'un mâle héroïsme et d'une abnégation totale.[...] »
— Extrait de la 2e citation à l'ordre de l'Armée attribuée au 2e RTM  après la bataille du Garigliano en Italie en mai 1944

## Personnalités ayant servi au 2eRTM
- Paul Vanuxem, commande la 3e compagnie du 2e régiment de tirailleurs marocains (2e RTM) en Italie
- Marie Gustave Victor René Alfred Texier
- Michel Buot de l’Épine

## Sources et bibliographie
- Anthony Clayton, Histoire de l'Armée française en Afrique 1830-1962, Albin Michel, 1994
- Robert Huré, L'Armée d'Afrique: 1830-1962, Charles-Lavauzelle, 1977